# Villino Adriana

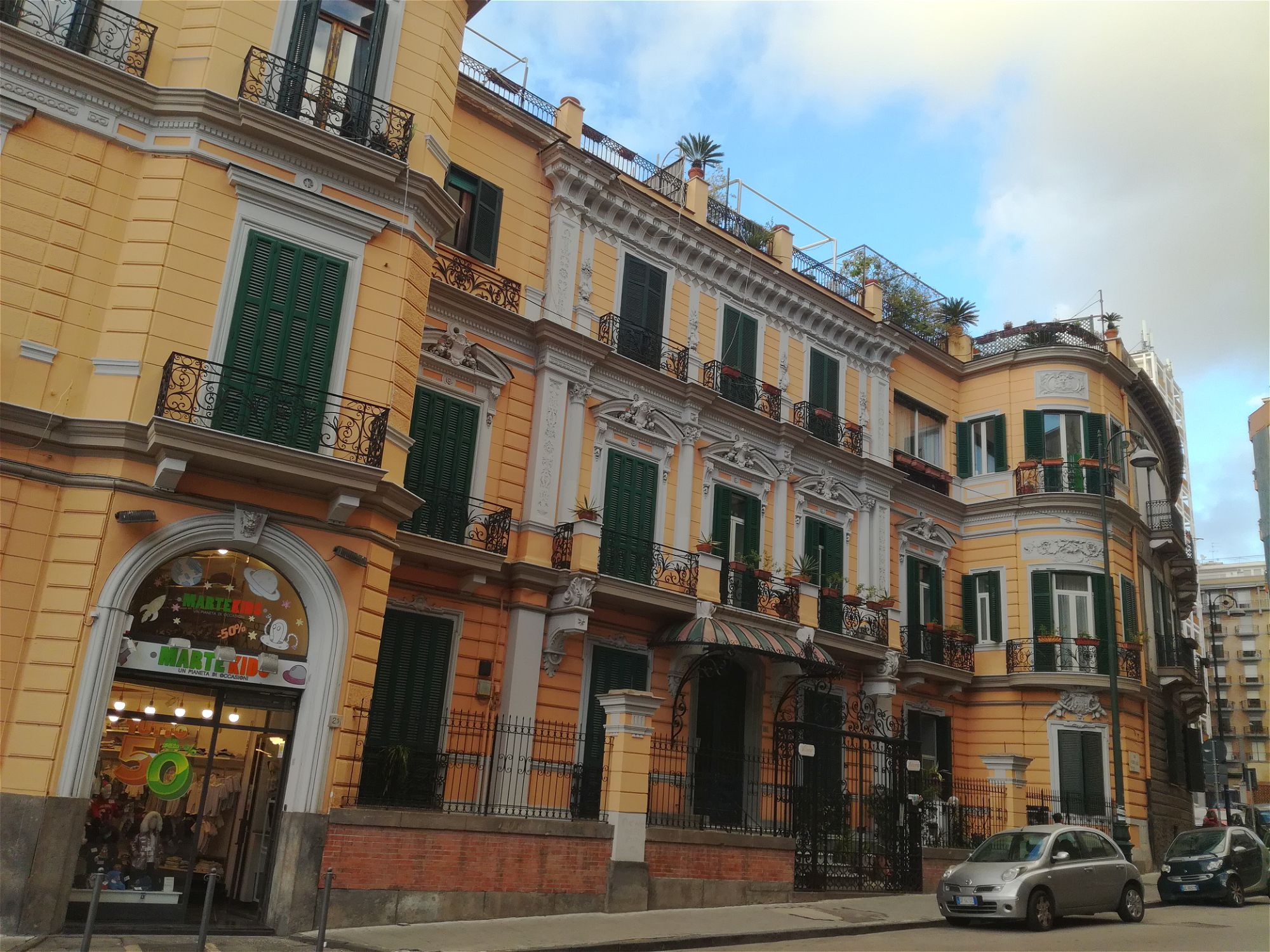
Villino Adriana in Neapel

Die Villino Adriana ist ein Jugendstillandhaus aus dem Beginn des 20. Jahrhunderts im Gebiet Mergellina des Viertels Chiaia von Neapel in der italienischen Region Kampanien. Es liegt am Corso Vittorio Emanuele, 21.

## Beschreibung
Bei dem dreistöckigen Gebäude handelt es sich um ein schönes Beispiel für eklektische Architektur aus dem Beginn des 20. Jahrhunderts, reich an Friesen, Halbsäulen und Pilastern.